# Тумы
Тум — термин, активно употреблявшийся во второй половине XVII века — первой половине XVIII века в отношении человека, рождённого от смешанного брака между мужчиной-мусульманином, в основном турком или крымским татарином, и пленённой женщиной-христианкой, в основном русинкой. Большинство тумов держалось мусульманской веры и обычаев.
Во время успешных походов запорожских казаков на Крым или другие османские владения тумов «освобождали» вместе с их матерями и христианскими невольниками, и вывозили в землю христианскую. Отношение к тумам со стороны казаков было отрицательным. Летопись Величко 1675 года описывает эпизод, когда после нападения Ивана Сирко на Крым казаки вывезли 7000 христиан и тумов, 3000 из которых захотели вернуться в Крым, потому что:
"уже имеют в Крыму свои оседлые хозяйства и через это лучше там желают жить, чем на Руси, ничего своего не имея.

"Сирко, отпустив тех людей в Крыму, ещё не верил остальным, чтобы они окончательно ушли в Крым, а надеялся, что возвратятся на Русь. Он вышел на могилу, что там была, и смотрел на них, пока их стало не видно. А когда увидел, что они непременно идут к Крыму, сразу велел тысяче молодых казаков сесть на лошади и, догнав, всех их без малейшего милосердия выбить и вырубить полностью, имея и самому поехать вслед за ними и присмотреть, произошло по его приказу. Те казаки, получив между тем такое распоряжение от Сера, догнали тех упомянутых людей и поступили в соответствии с тем распоряжением, так что ни одной живой души не оставили в живых. Через небольшое время и сам Сирко, сев на коня, вскочил туда, где выполняли его приказ. А приехав туда и увидев, что его воля выполнена, поблагодарил казаков, что трудились в том, и произнёс на мёртвых трупах такие слова: «Простите нас, братья, а сами спите здесь до страшного господнего суда, чем бы должны были размножаться в Крыму между бусурманами на наши христианские молодецкие головы, а на свою вечную без крещения погибель»"